# 北蘆鯛
北蘆鯛為輻鰭魚綱鱸形目鱸亞目鯛科的其中一種，分布於中西大西洋區，從美國佛羅里達州南部至路易西安納州海域，體長可達25公分，棲息在沿海海草床，屬肉食性，以底棲性無脊椎動物為食，可做為食用魚。